# Museo Casteller de Cataluña
Món Casteller – Museo Casteller de Cataluña (MCC) es un museo en la ciudad de Valls, capital de la comarca del Alto Campo y considerada la cuna de los "castells" y su kilómetro cero. El proyecto se plantea como un espacio de referencia del universo “casteller” para vivir las experiencias que comporta. MCC es un proyecto impulsado por el Departamento de Cultura de la Generalidad de Cataluña, la Diputación de Tarragona, el Ayuntamiento de Valls y la Coordinadora de Collas Castelleras de Cataluña. La presidencia del consorcio reside en la Generalidad de Cataluña y la ejecución delegada de la obra, museografía y secretaría en el Ayuntamiento de Valls.

## Historia

### De la idea al proyecto
La propuesta de crear un museo dedicado a los “castells” en la ciudad de Valls está estrechamente unida al historiador y fotógrafo de Valls Pere Catalá Roca. Este, a finales de la década de los cincuenta del siglo pasado ya apuntaba la instalación de un centro donde difundir la cultura “castellera”. Exposiciones en Valls y Tarragona en 1964 y 1968, respectivamente, apoyan la idea de Catalá Roca que vuelve a poner sobre la mesa en el Congreso de Cultura Catalana del 1977 y en el Congreso de Cultura Tradicional y Popular del 1982.
El 26 de julio del 1978 se celebró la “primera junta” del Museo configurada por un presidente, Francesc Manresa Baró, y 13 vocales: Ramon Trilla Gatell, Joan Cusidó Rodríguez (Colla Vella dels Xiquets de Valls), Joan Enric Ribé (Colla Joves Xiquets de Valls), Joan Rafí Fontanillas, Josep Mª Rodón Barrufet, Jordi Badia Cucurull, Joan Climent Ferré, Lluís Fàbregas Pla, Josep Busquets Odena, Josep Casanova Coll, Josep Secall Duch, Pere Català i Roca y Jaume Casanova "Crossa".
La iniciativa sería recogida por el Instituto de Estudios de Valls, creando en 1984 una comisión para dar continuidad a otras acciones que hizo la entidad como la exposición “castellera” en las dependencias del Antiguo Hospital de Sant Roc en 1981. En 1985 se instala una muestra permanente en el edificio de Can Segarra, en la plaza del Blat número 9, coincidiendo con la Fiesta Mayor de San Juan. Dos años después, deficiencias estructurales en el inmueble obligan a su cierre.
En 1997 empieza una nueva fase durante la cual se inicia la redacción del proyecto museológico. Lo confeccionó una comisión de especialistas convocada por el Departamento de Cultura de la Generalidad de Cataluña, el Ayuntamiento de Valls y el Museo de Valls.
La voluntad de ubicar el Museo en Can Segarra no se abandonará hasta el 2003 cuando se propone el edificio de el antiguo cuartel militar y hasta el momento sede del Instituto de Educación Secundaria Narcís Oller, en la plaza del Quarter.
En 2007, el Ayuntamiento de Valls anuncia otro cambio de ubicación con la creación de un edificio de nueva planta fuera del núcleo urbano, en la partida de Ruanes.
El jueves 11 de junio de 2009 en Valls el consejero de Cultura y Medios de comunicación, Joan Manuel Tresserras; el alcalde de Valls, Albert Batet, el presidente de la Diputación de Tarragona, Josep Poblet; y Miquel Botella, presidente de la Coordinadora de Collas Castelleras de Cataluña, presentaron en rueda de prensa el proyecto del Museo, con las explicaciones del autor, el prestigioso arquitecto Dani Freixes Melero, de la empresa Varis Arquitectes SLP. Después de décadas de ideas, se trata del primer proyecto arquitectónico en firme del nuevo equipamiento. Concretamente se planteó un edificio con más de 3.000 m², que implicaba la nueva urbanización del entorno de 10.000 m².
El sábado 17 de octubre de 2009, coincidiendo con el acto del 40 aniversario del monumento a los “Xiquets” de Valls, tuvo lugar la presentación pública del proyecto del Museo, frente a 700 personas en la plaza del Pati y con la participación de los cuatro socios del Consorcio.
El 2010 se formaliza el primer proyecto arquitectónico ejecutivo. El noviembre del mismo año la UNESCO reconocía los “castells” como Patrimonio Inmaterial de la Humanidad.
Finalmente, en el año 2013 se reubica el proyecto cambiándolo a la plaza del Blat, kilómetro cero del mundo “casteller”, en pleno Barrio Antiguo de Valls. Este proyecto arquitectónico sigue llevando el sello de Dani Freixes y Varis Arquitectes, que ubican el edificio en el ámbito urbanístico llamado Espardenyers, por ser la calle Espardenyers la que atraviesa esta zona de origen medieval y ubicada entre las plazas porticadas del Blat y del Oli.
La obtención del suelo se realizó de mutuo acuerdo entre el INCASOL y el Ayuntamiento de Valls. El precio se fijó en un total de 746.721 €.
El 22 de abril de 2014 empezaron los trabajos de demolición de los 29 inmuebles que han dado lugar al espacio necesario para la construcción del nuevo equipamiento cultural y turístico. La demolición tuvo que ser manual dada la antigüedad de las fincas y su mal estado de conservación. Para realizar el proyecto de demolición concursaron 34 empresas y resultó adjudicataria Excavaciones Carbonell.
El viernes 27 de marzo de 2015 el nuevo solar resultante, de 1.559 m² de extensión, acogió el acto de inicio de obras. Con carácter popular, 34 “pilars” (construcciones humanas) se alzaron simultáneamente en el espacio dónde se debía levantar el edificio. Otras once collas más estuvieron presentes a través de sus presidentes. En total, 45 agrupaciones participaron en la celebración. La Muixeranga de Algemesí, la Moixiganga de Tarragona i la de Valls también asistieron como expresiones culturales origen de los “castells”. Después de este gran “pilar” conjunto y que los “enxanetas” depositaran los escudos de cada colla en una urna a modo de primera piedra del edificio, la compañía de espectáculos aéreos Sacude ofreció un espectacular montaje escénico basado en la danza contemporánea vertical sobre un andamio de 15 metros de altura, que reinterpretaba los valores “castellers” - fuerza, equilibrio, valor y cordura -, y combinaba tradición con modernidad.
El jueves 16 de abril de 2015 se iniciaron las obras de construcción del nuevo equipamiento por parte de la empresa Carbonell Figueres, que había resultado ganadora del concurso al cual optaron 35 empresas. Consisten en la edificación de la caja del edificio. El importe es de 2.727.331 €.
El año 2017 terminaron las obras, con un presupuesto final de 2.901.000 €.
El noviembre de 2018 se realizaron las obras de instalación de la museografía.
El 2019 se licitó la gestión del museo, pero el concurso quedó desierto. No se volvió a licitar hasta 2022, debido a la pandemia de COVID-19.
Finalmente, tras años de retraso, el equipamiento abrió el 8 de septiembre de 2023.

## El Museo

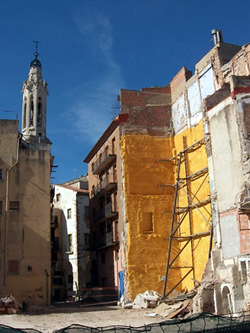
Construcción del edificio de Món Casteller - Museu Casteller de Catalunya

Con la apertura de Món Casteller – Museo Casteller de Cataluña se dará inicio a un centro museístico y de experiencias único en el país, dedicado íntegra y exclusivamente al patrimonio intangible de los “castells”. Cuenta con 2.800 m² de superficie construida y 2.446 m² útiles, distribuidos entre la planta sótano, la planta baja, el altillo, la primera planta y la terraza mirador.
El edificio no es un espacio cerrado sino que conecta las dos plazas porticadas del Blat y del Oli manteniendo la continuidad urbanística ancestral. A la vez, crea una nueva plaza con forma circular que se abre de forma espectacular en la trama urbanística medieval. Un pilar de luz de más de 20 metros de altura se levanta sobre el edificio. El cambio de cromatismo de este faro luminoso simboliza los distintos colores de las camisas de las collas “castelleras” y la pluralidad de esta manifestación patrimonial.
En la planta baja encontramos las zonas de recepción, tienda, cafetería y, como culminación de la visita, el espacio de inmersión y sensorial.
En el altillo se encuentra el espacio pedagógico, el archivo y el Centro de Documentación Castellera (CEDOCA) destinado a custodiar toda la documentación relativa al hecho “casteller” así como los fondos propios.
En la planta primera se despliega el espacio de experiencias constituido por la museografía permanente, y también una sala para exposiciones temporales.
En el sótano se situará la sede de la Coordinadora de Collas Castelleras de Cataluña, mientras que en la cubierta se abre una terraza mirador con vistas sobre el campanario más alto de Cataluña.
El Museo, de ámbito nacional, recogerá a todas la colles castelleres que estarán representadas, así como también con una mirada hacia las de fuera del Principado y hacia las formas hermanas de construir arquitecturas humanas.

### El proyecto museográfico
El proyecto museográfico del Museo ha sido elaborado partiendo del proyecto museológico que entre 1997 y el 2003 confeccionó una comisión de especialistas convocada por el Departamento de Cultura de la Generalidad de Cataluña, el Ayuntamiento de Valls y el Museo de Valls.
El 8 de enero de 2016 se publicó el veredicto del concurso de ideas para definir el proyecto museográfico del Museo y en el cual participaron 18 empresas. El jurado, integrado por especialistas externos de los ámbitos del turismo, la cultura, las nuevas tecnologías, la arquitectura y los “castells” designaba la empresa del museógrafo y escenógrafo Ignasi Cristà como ganadora. La propuesta parte de la máxima castellera de “Fuerza, equilibrio, valor y cordura”, creada por Josep Anselm Clavé en su poema “Los Xiquets de Valls” de 1867. Así mismo,  con la denominación “Un castell en tres actos”, apela a las sensaciones y emociones que envuelven al mundo de los “castells”, usando recursos audiovisuales y multimedia para conseguirlo. El total de la redacción y dirección de este proyecto museográfico es de 139.460€. Ignasi Cristià  s’encarregarà del projecte del Museu Casteller
El visitante se adentrará en el museo con un audiovisual inicial de grandes dimensiones, en una sala que conectará las dos plantas del edificio. Este primer acto quiere simbolizar el valor de los “castellers” ya que se podrá experimentar en primera persona el vértigo similar al de un “enxaneta”.
El segundo acto está dedicado a la cordura y el equilibrio que representan la sabiduría y la técnica. Y en que se presenta el avance del fenómeno en términos de consolidación histórica, expansión, perfeccionamiento técnico y el papel de la ciudad de Valls como cuna de los “castells”. En este punto, cinco nódulos circulares que simbolizan en forma las “piñas” de los “castells” llevan al visitante por el recorrido, con paneles dinámicos y visuales, creando una estructura orgánica en movimiento. Estas "piñas", pues, se convierten en instalaciones artísticas y visuales para comprender los "castells", a través de lenguajes plurales como el mapping, el cine, la danza, la geometría, la arquitectura o los juegos interactivos.
El último acto, dedicado a la fuerza, culmina en el espacio inmersivo y sensorial, con la instalación multimedia que muestra la explosión de alegría y emoción, el júbilo y el entusiasmo cuando se completa el “castell”.
Destacará, también, el espacio dedicado a la música de los “castells”, que no se ceñirá a la escucha de las melodías propias de la actuación castellera, sino que contará con una intervención artística para facilitar la transición.
La realización audiovisual de todo el material del Museo, va a cargo del reconocido Grup Lavinia, a través de la empresa Lavinia Spurna Visual, ganadora del concurso público. Éste se basa en el uso de distintos lenguajes audiovisuales como imágenes reales, recursos infográficos o animación. Cuenta en el montaje y la posproducción con la empresa Potato. El encargo es realizar los 6 grandes audiovisuales y los 2 interactivos que plantea el proyecto museográfico, todos ellos contarán con bandas sonoras compuestas expresamente para la ocasión. El total de la producción y posproducción audiovisual asciende a 428.445€.
Durante todo el 2016 Lavinia Spurna Visual ha grabado imágenes de quince jornadas castelleras seleccionadas por la Mesa de Localizaciones, integrada por 15 especialistas del mundo “casteller” procedentes de distintas poblaciones.
El proyecto museográfico incluye un área histórica con contenidos confeccionados por el Consejo científico del Museo Casteller de Cataluña, integrado por 9 expertos de los “castells” nombrados por el Consorcio del Museo.
Por otro lado, la Mesa Léxica, también formada por una decena de especialistas, ha sido la encargada de la selección de los términos incluidos dentro de la temática del léxico “casteller” del proyecto museográfico.
En definitiva, el Museo Casteller, supondrá una herramienta para ir a la plaza y vivir una actuación castellera con perspectiva renovada a partir de los conocimientos y las experiencias descubiertas en el equipamiento.

## El barrio antiguo, sede del Museo
La construcción de Món Casteller – Museo Casteller de Cataluña es una de las acciones impulsadas por el Ayuntamiento de Valls para revitalizar el barrio antiguo de la ciudad. Siguiendo el ejemplo de otras ciudades europeas, la apuesta pasa por la remodelación urbanística creando nuevas plazas y aireando la trama urbana. Así mismo, la instalación de nuevos equipamientos cívicos y culturales en edificios de nueva creación o la reforma y mejora de los atractivos patrimoniales ya existentes.
Se ha traducido en la construcción del Espacio Ca Creus, inaugurado el 23 de abril de 2014. Agrupa los servicios del Centro Cívico, la Concejalía de Cultura del Ayuntamiento, la Xarxa de Cultura, el Servicio de Juventud Valls Joven, pero sobre todo la Biblioteca comarcal Carles Cardó.
En el ámbito patrimonial, destaca la rehabilitación del antiguo convento del Carmen, inaugurado el septiembre de 2014. Esta intervención permitió el retorno de la Escuela “Enxaneta” y la recuperación del espacio para toda la ciudad, ya que en la actualidad tanto el claustro como la nueva sala de actos acogen actos cívicos y culturales de índole diversa. A la vez, el patio de la escuela acoge el Parque infantil de Navidad.
Así pues, con Món Casteller – Museo Casteller de Cataluña se continua con el proyecto de mejora del barrio antiguo, dentro del Plan de Barrios que contempla la Lei de Barrios 2/2004, de 4 de junio de la Generalidad de Cataluña.

## Videos
- "La Experiencia de los Castillos Humanos. Museo Casteller de Cataluña - Valls" en YouTube.
- "Gestes d'ahir, símbols d'avui. Descubre el fondo fotográfico antiguo del Museo Casteller de Cataluña" en YouTube.
- Descubre el nuevo edificio del Museo antes de la instalación de la museografía